# 沙拉 (夏朗德省)
沙拉（法語：Charras，法語發音：[ʃaʁa]）是法国夏朗德省的一个市镇，属于昂古莱姆区。

## 地理
沙拉（45°32'33"N, 0°24'58"E）面积15.12 平方千米，位于法国新阿基坦大区夏朗德省，该省份为法国西部内陆省份，北起德塞夫勒省和维埃纳省，东临上维埃纳省，东南至多尔多涅省，南至多爾多涅省，西接滨海夏朗德省。
与沙拉接壤的市镇（或旧市镇、城区）包括：孔比耶、弗亚德、格拉萨克、曼扎克、鲁尼亚克、佩里戈尔地区马勒伊。

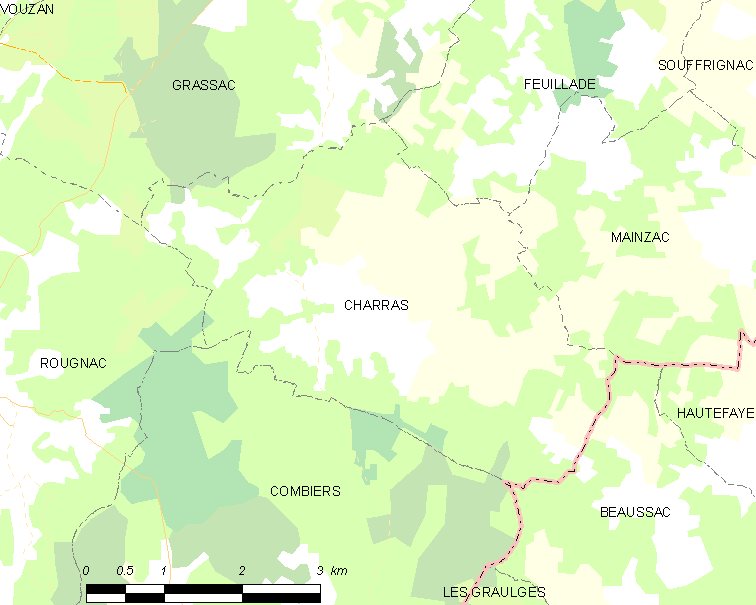
的OSM定位图

沙拉的时区为UTC+01:00、UTC+02:00（夏令时）。

## 行政
沙拉的邮政编码为16380，INSEE市镇编码为16084。

## 政治
沙拉所属的省级选区为塔杜瓦尔河谷县。

## 人口

1962-2008年间人口变化图示

沙拉于2022年1月1日时的人口数量为346人。